# Takfir Wal Hijra
Yama'a al-Muslimin (Sociedad de Musulmanes), más conocida por su nombre posterior, Yama'a al-Tafkir wa-l-Hiyra o Takfir Wal Hijra (en árabe: تكفير والهجرة‎: anatema y exilio, apostasía y emigración o excomunión y hégira), es un grupo radical de la yihad islámica surgido en 1969 en el seno de los Hermanos Musulmanes en Egipto, considerado como una de las sectas más radicales del yihadismo. Su doctrina califica de apóstata e infiel a toda la sociedad y pregona el retiro y aislamiento, incluso de la música, de sus seguidores para la oración y restablecer un Estado islamista.

## Historial
El grupo fue inspirado por Sukri Mustafá que lanzó un anatema contra lo que consideró los "musulmanes renegados". Mustafá, muy influido por el pensamiento de Sayyid Qutb, fue ejecutado en 1978 por su participación en el asesinato del ministro egipcio de Asuntos Religiosos, Mohamed al Dhahabi. Su ejecución provocó que más de cinco mil miembros de los Hermanos Musulmanes se hicieran seguidores de la nueva secta, marchando de las ciudades al campo y las montañas para seguir una vida rural. Al grupo se le atribuye el asesinato en 1981 del presidente de Egipto, Anuar el Sadat. Fue entonces cuando se expandieron por el norte de África y Europa, recibiendo el apoyo del Grupo Islámico Armado argelino primero, y del Grupo Salafista para la Predicación y el Combate después (hoy llamado Al Qaeda del Magreb Islámico).
Es un grupo muy restringido a cuyos miembros se les permite no cumplir los preceptos del islam a fin de que puedan pasar desapercibidos en los entornos occidentales. Así pueden vestir ropas occidentales, no llevar barba, beber alcohol, fumar o comer cerdo. Entre sus objetivos se encuentran tanto occidentales como lo que ellos llaman malos musulmanes, incluidos los imanes. Entre sus miembros se señalan el clérigo británico, Abu Qutada, el jefe de los terroristas de los atentados del 11 de septiembre de 2001 en Estados Unidos, Mohamed Atta, uno de los más destacados miembros de Al Qaeda en Europa y España, el sirio-español Abu Dahdah y el imán de Alicante (España), Jamal Issa Mohamed Shatat. También se señala la pertenencia a esta secta de varios miembros de los atentados del 11 de marzo de 2004 en Madrid.

## Ideología
Takfir wal-Hijra ha sido descrito como "una matriz de células terroristas - aliadas a  bin Laden pero a menudo más extremo que él", y como un grupo que inspiró "algunas de las tácticas y métodos utilizados por Al Qaeda y cuya ideología está siendo adoptada por un número creciente de yihadistas salafistas que viven en Europa". Descrito como un movimiento que comenzó en Egipto en 1971, en la década de los 90 se lo describió como una "red descentralizada" de células", y como una "ideología radical" y "red de militantes islámicos de todo el mundo conectados solo por sus creencias", siendo probable que muchas células nunca hayan interactuado unas con otras (en lugar de "una organización per se").
Se dice que las redes se especializan en "apoyo logístico a grupos terroristas" que operan en toda Europa y que siguen vagamente una serie de "preceptos básicos", principalmente que las "leyes creadas por el hombre" son "ilegítimas", que "el robo, el secuestro, los matrimonios forzados e incluso el asesinato de cualquiera que [no sea] parte del grupo "está justificado. Se ha dicho que el grupo forma "la rama más extrema y violenta del movimiento yihadista salafista". Según Mamoun Fandy, profesor de política nacido en Egipto y miembro principal del Instituto James A. Baker III de Políticas Públicas de Política Pública, los seguidores pueden afeitarse la barba, beber alcohol, visitar bares en topless y cometer delitos contra occidentales, "son las madres y los padres de las células dormidas" asegura Fandy.